# Bračna vas
Bračna vas – wieś w Słowenii, w gminie Brežice. W 2018 roku liczyła 43 mieszkańców.